# Henri Louis Le Chatelier
Henri Louis Le Chatelier (ur. 8 października 1850 w Paryżu, zm. 17 września 1936 w Miribel-les-Échelles) – francuski chemik i teoretyk organizacji.
W 1881 sformułował równolegle z Karlem Braunem regułę przekory, pozwalającą przewidzieć efekty zaburzania równowagi reakcji chemicznych.
Henry Louis Le Chatelier był jednym z pięciu głównych przedstawicieli nurtu inżynierskiego w nauce organizacji i zarządzania. Nurt ten zajmował się organizacją procesów produkcyjnych i usługowych w różnych dziedzinach gospodarki.
Le Chatelier w 1881 opublikował regułę przekory, stanowiąca podstawę teorii równowagi chemicznej. Mówi ona, że:
każdy układ pozostający w stanie równowagi na skutek działania czynników zewnętrznych ulega przemianie ograniczającej oddziaływanie tych czynników
Zasadę tę do nauk organizacji przeniósł Karol Adamiecki, który stwierdził, że jeśli w organizacji wprowadzimy zmiany (wytrącimy system z równowagi), to będzie ona chciała powrócić do poprzedniego stanu równowagi. Wynika z tego, że należy stopniowo wprowadzać zmiany, aby nie doprowadzić do ich odrzucenia.
W 1904 roku Le Chatelier założył pierwsze we Francji czasopismo metalurgiczne "Le Revue de Métallurgie", w którym drukował artykuły na tematy związane m.in. z organizacją pracy, a także niektóre artykuły Fredericka Winslowa Taylora.
W 1926 roku Le Chatelier wydał książkę pt. Filozofia systemu Taylora, gdzie zamieścił nie tylko opracowane przez Taylora zasady i metody naukowej organizacji, ale także swoje artykuły uogólniające te teorie. Zostały one sformułowane jako zasada stopniowego doskonalenia, zwana obecnie cyklem organizacyjnym.